# Трьохсвятительська церква (Глухів)
Трьохсвятська (Трьох-Святительська) церква — у 1780—1930 роках православна церква у Глухові, Україна. Розташовувалася на розі сучасних вулиць Благодатної та Трьохсвятської. Належала до Чернігівської єпархії Російської православної церкви. Названа на честь трьох святителів: Василія Великого, Григорія Богослова та Івана Золотоустого. Закладена на місці дерев'яної церкви Святого духу. Збудована з каменю, у бароковому стилі. Храмове свято — свято Трьох святителів (30 січня за старим стилем або 12 лютого за новим). Зруйнована більшовиками у 1930-х роках.

## Історія

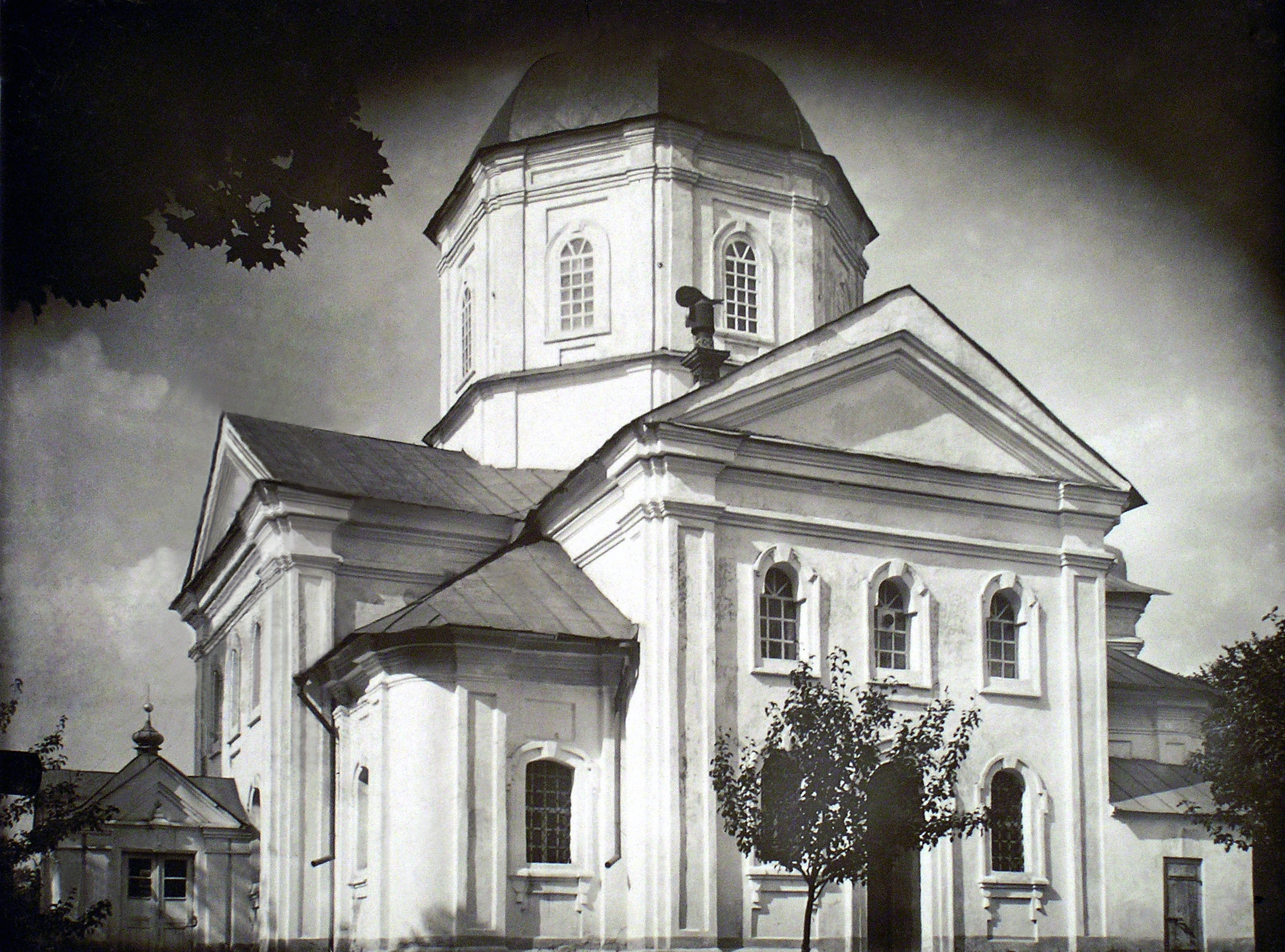
Північний фасад Трьохсвятительської церкви у Глухові

У 1780 році, за даними архівних документів Чернігівської духовної консисторії про церкви та церковних служителів Глухівського повіту зведено кам'яний Трьохсвятительський храм. Він був побудований коштом парафіян на місці дерев'яної Церкви Святого духа. Дослідник Володимир Ткаченко, посилаючись на «Описи Лівобережної України за 1798—1800 роки», стверджує, що муровану церкву було освячено у 1767 році. Історик Василь Пуцко (уродженець Глухова), підтверджує дату освячення церкви, яка була зведена до 1798 року. Дерев'яну дзвіницю прибудували дещо пізніше зведення кам'яного храму.
По штату, у церкві служили священник та псаломщик, які не отримували заробітної плати від казни. За 1911 рік церква отримала прибуток близько 300 рублів: за «требоправлення» — 250 рублів. Ще 44 рублі 23 копійки склали відсотки з банківського депозиту у сумі 1100 рублів. Храм мав ¾ десятини присадибної землі гарної якості, яка приносила прибутку 20 рублів на рік. Копії з метричних книг зберігались з 1780 року, сповідальні розписи — з 1815 року.
У власності церкви знаходилось два будинки, збудовані у 1884 та 1894 роках на пожертви парафіян та родини Терещенків. Хоча вже на початку XX століття ці приміщення потребували капітального ремонту. Крім квартир священника та псаломщика тут були два дерев'яних сараї та два дровники. У південно-східному куті погосту біля огорожі стояла дерев'яна, обкладена цеглою, лавка-комора. З інших споруд церковного двору згадується дерев'яна караулка. На плані Глухова 1803 року церква не змінює своїх обрисів і місця розташування.
Церква стала жертвою боротьби рядянської влади з релігією. У 1930-ті роки її розібрали. На цьому місці, що стояв пусткою, залишалася лише дзвіниця. Її розібрали у 1950-х роках. А через десятиліття, у 1960-х роках зведена двоповерхова контора будівельної організації «Глуховхімбуд» (зараз в цій будівлі розташована дорожньо-патрульна служба).

## Опис та розташування

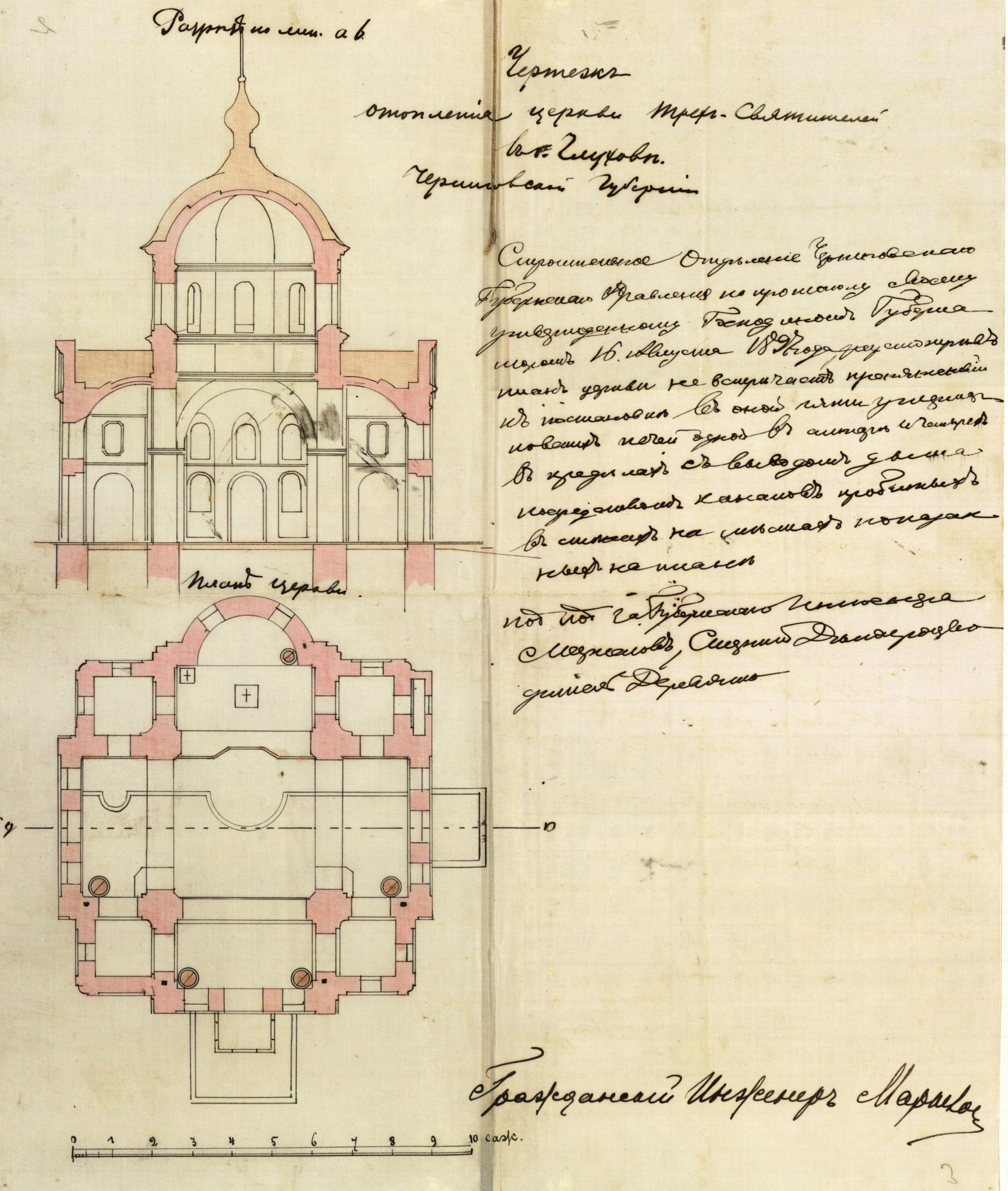
Кресленик Трьохсвятительської церкви 1897 року

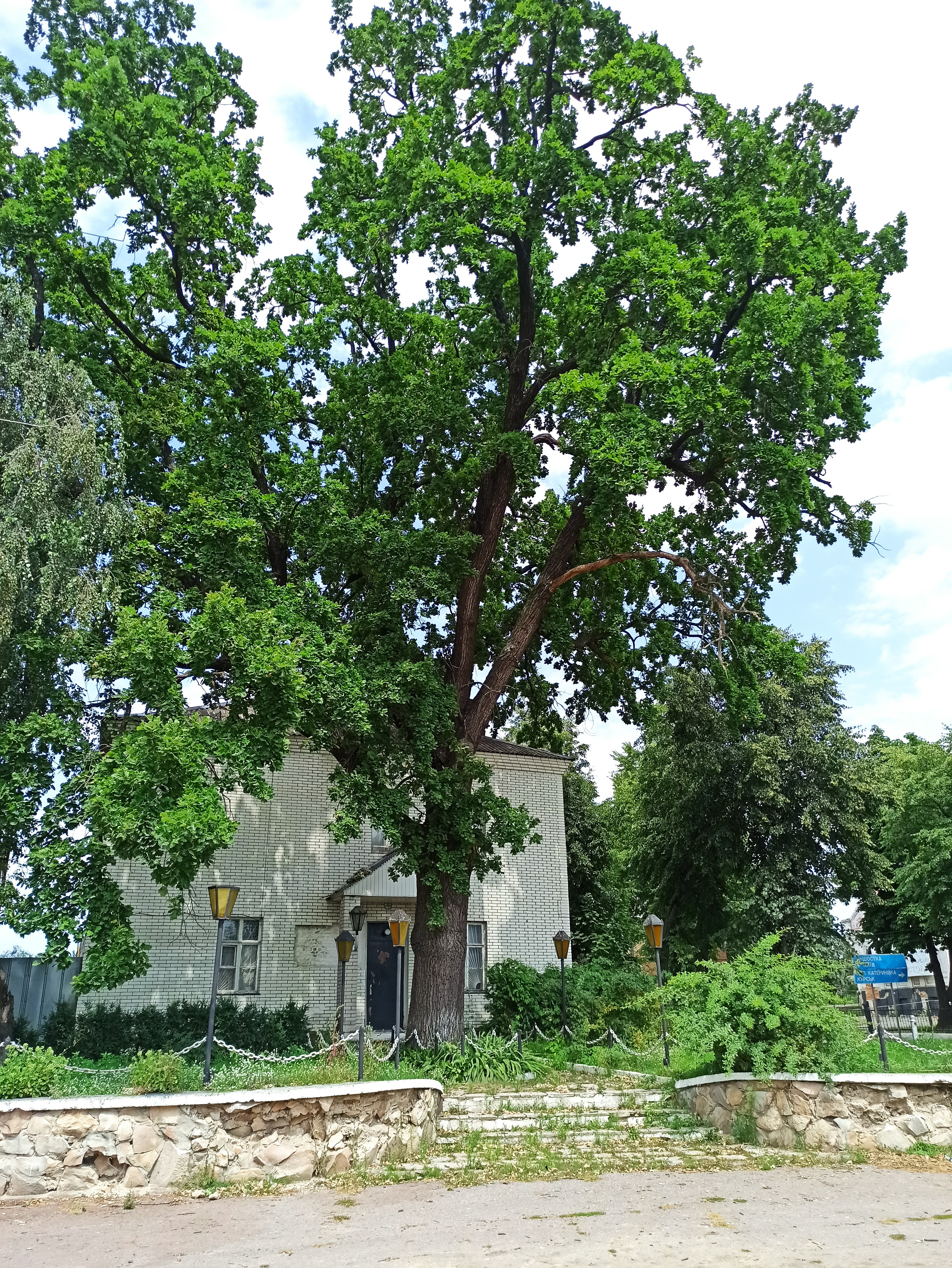
Пам'ятка природи «Гетьманський дуб», що стояв неподалік Трьохсвятительської церкви

Трьохсвятительська церква знаходилась біля північної межі історичного середмістя Глухова (в історичному районі Білополовка) на розі сучасних вулиць Благодатної (колишня вулиця Артема) та Трьохсвятської (колишня вулиця Клари Цеткін) поряд із сучасним приміщенням Глухівського відділення дорожньо-патрульної служби Національної поліції України, неподалік, через дорогу від Глухівського аграрного інституту СНАУ. Церква вівтарною частиною виходила на вулицю Терещенків. Її частково прикривали два дерев'яні крамниці. Центральний вхід до церкви розташовувався з боку Трехсвятського провулка. Тут розташовувались дзвіниця та невеличка службова сторожка. Вона збереглась дотепер. Цвинтар розташовувався південніше, ближче до вулиці Благодатної.
Церква була теплою тридільною з трьома круглими печами та мала триверхе двозламне покриття. Вона мала один престол на честь трьох святителів: Василія Великого, Григорія Богослова та Івана Золотоустого. Вона була хрещатою в плані, з напівкруглими вівтарними апсидами. У зовнішньому декорі оздоблена трикутним фронтоном, колінетами, складними та великими пілястрами. Про це розповідає кресленик Трьох-Святительської церкви, що зберігається в Державному архіві Чернігівської області у справі «Об утверждении чертежа на постройку печей в Трехсвятской церкви в городе Глухове 23 июля 1897 года».
Храм обстежив у 1930 році український мистецтвознавець Павло Жолтовський під час його відрядження на Чернігівщину. Світлини виявлені співробітниками Національного заповідника «Глухів» у фондах Інституту рукопису Національної бібліотеки України імені В. І. Вернадського в м. Києві. До цього з ними працював мистецтвознавець, науковий співробітник Калузького художнього музею Василь Григорович Пуцко.

## Причт та освітня діяльність
На території приходу Трьох-Святительської церкви функціонувало міське приходське училище та ремісниче училище (сучасний Глухівський аграрний інститут Сумського НАУ).
На початку XX століття настоятелем Трьох-Святительської церкви працював протоієрей Федір Петрович Костенецький (нар. 1846). У 1869 році він закінчив Чернігівську духовну семінарію. Разом з дружиною Варварою Єпіфанівною (нар. 1856) вони виховали п'ятьох дітей. До причту також входив староста. Ним був обраний в цей час міщанин Григорій Михайлович Козлов.
Число жителів приходу Трьохсвятительської церкви у Глухові зросло з 801 у 1790 році до 1033 — у 1860 році, а на початку XX століття складала 1238 жителів Глухова:
| Соціальний стан             | Будинки | Чоловіки | Жінки |
| --------------------------- | ------- | -------- | ----- |
| Духовні                     | 2       | 6        | 8     |
| Дворяни й почесні громадяни | 19      | 43       | 40    |
| Міщани й купці              | 68      | 170      | 206   |
| Козаки, селяни й військові  | 111     | 326      | 378   |
| Іновірці                    | 8       | 24       | 28    |
| Інославці                   | 2       | 5        | 4     |
| Всього:                     | 210     | 574      | 664   |

Передостаннім настоятелем храму був протоієрей Карпо (Андрієвський). Він помер 1928 року і похований на церковному цвинтарі.

### Монографії
- Бєлашов, В. І. Глухів — столиця гетьманської України (1708—1782 рр.): (від перших поселень до сучасності). — Суми: ТОВ "ВПП «Фабріка друку», 2019. — 420 с.
- Вечерський, В. В. Втрачені об'єкти архітектурної спадщини України. Київ: НДІТІАМ, 2002. — 592 с.
- Вечерський, В. В. Втрачені святині. — Київ: Техніка, 2004. — 176 с., з іл.
- Книга Пам′яті Сумської області: в 3 -х т. т. 2 : Зруйновані храми Сумщини. Мартиролог втрачених святинь / Авт. -упорядн. О. М. Корнієнко . — Суми: Ярославна, 2007. — 324 с. : іл. — С. 73.
- Сотник, О. М. Православна Сумщина (Нариси з історії православ'я на Сумщині): (988—2004) / О. М. Сотник. — Суми: Козацький вал, 2004. — 198 с.
- Ткаченко, В. Ю. Православна Глухівщина. Історико-культурна спадщина Глухівського краю. — Київ, 2001. — 220 с.
- Ткаченко, В. Ю. Православна Глухівщина. Історико-культурна спадщина Глухівського краю: вид. друге, перероб. і доп. — Глухів: РВВ ГДПУ, 2006. — 256 с.